# Pithoprakta
Pithoprakta (1955-56) és una peça per a dos trombons, 46 instruments de corda, xilòfon i caixa xinesa, del compositor i arquitecte grecofrancès Iannis Xenakis i emmarcada dins el que el mateix autor definiria com a música estocàstica. Estrenada pel director Hermann Scherchen a Múnic el 1957, l'obra de Xenakis s'adaptaria posteriorment al format ballet per George Balanchine, juntament amb l'anterior obra, Metàstasi.
El títol es tradueix com a “accions a través de la probabilitat”, i es relaciona amb la Llei dels grans nombres de Jakob Bernoulli (coneguda també com a teoria de probabilitats), que afirma que quan el nombre d'observacions d'un fenomen aleatori és molt gran, la freqüència d'un esdeveniment associat amb aquest s'aproxima progressivament a un valor determinat, i amb la teoria cinètica molecular (o teoria de la cinètica dels gasos) de Ludwig Boltzmann i James Clerk Maxwell, la llei de Gauss o el moviment brownià. 
Cada instrument està concebut com una molècula que obeeix la llei de distribució de Maxwell-Boltzmann, combinada amb la llei de distribució normal, de Gauss, sobre la relació entre el moviment molecular i la fluctuació de la temperatura, que estableix que “la temperatura d'un gas deriva del moviment independent de les seves molècules”. Així, Xenakis basteix una analogia entre el moviment d'una molècula de gas a través de l'espai i el moviment de l'alçada de les notes d'un instrument de corda al llarg del seu registre.
A nivell musical, destaca l'experimentació en el terreny de la textura musical, generant núvols sonors homogenis i heterogenis a través de les tècniques interpretatives del glissando i del pizzicato, que utilitza de manera extrema obtenint resultats d'una estètica molt particular i suggerent, ressignificant el concepte “massa sonora”. Per a construir el moviment de la peça, que suggereix la imatge de l'ebullició, Xenakis “governava” el moviment molecular mitjançant una seqüència imaginària de temperatures i de pressions de l'aire. 
Pel que fa al moviment Brownià, que es tracta d'un fenomen de 4 dimensions (tres dimensions més dimensió temporal), Xenakis l'integrà a la seva obra aplicant-hi algunes simplificacions, representades un gràfic bi-dimensional.
En aquest gràfic, l'eix de les abscisses (x) representa el temps (5cm = 26 bpm), mentre que l'eix de les ordenades (y) representa l'alçada (1 semitò = 0,25 cm). En transcriure-ho a notació musical, 5 cm equivalen a un compàs; aquesta llargada es subdivideix en tres, 4 o 5 parts iguals, el que permet diferències notables en la durada però contribueix a generar un pols constant i regular per a cadascun dels instruments i aconseguint, d'aquesta manera, que el resultat rítmic global s'allunyi de la sensació d'absoluta aleatorietat, i dota al conjunt d'un cert caràcter de direccionalitat.